# Kate (film)
Kate è un film del 2021 diretto da Cedric Nicolas-Troyan.

## Trama
Quando fallisce clamorosamente un incarico riguardante l'eliminazione di un membro della yakuza a Tokyo, Kate, abile e meticolosa assassina, scopre di essere stata avvelenata e che ha solo ventiquattro ore per scoprire la persona che le sta infliggendo una morte molto lenta. Mentre sta cominciando a perdere le sue forze Kate creerà un legame con una ragazzina il cui padre è stato una delle sue vittime.

## Distribuzione
Il film è stato distribuito sulla piattaforma Netflix a partire dal 10 settembre 2021.